# 화원유원지 나들목
화원유원지 나들목(Hwawon Resort IC)은 대구광역시 달성군 화원읍 성산리와 천내리에 걸쳐 설치되었던 과거 구마고속도로(현 중부내륙고속도로지선)의 5번 교차로였다. 화원옥포 나들목에서 북쪽으로 약 1km 떨어진 곳에 있었다.
1977년 12월 16일 구마고속도로가 개통할 때 같이 건설되었던 나들목으로, 현풍 방향에서 진출만 가능하고 금호 방향으로 진입만 가능했다. 그러나 대구광역시 구간의 고질적인 교통체증 때문에, 구마고속도로의 옥포 ~ 성서 구간을 확장하기 위해 2003년 대구광역시와 협의해 이 나들목을 폐쇄하기로 결정했다. 이후 2006년 구마고속도로 옥포 ~ 성서 구간의 확장 공사가 이루어지던 중 대구광역시에서 고속도로 옆 부지에 성천로를 같이 개설하면서 이 나들목이 걸림돌이 되자, 2007년 6월 20일 부로 나들목을 폐쇄했다.
2018년 3월 29일에 개통한 하이패스 전용 나들목인 유천 나들목이 사실상 옛 화원유원지 나들목의 역할을 대신하고 있다.

## 연혁
- 1977년 12월 16일 : 구마고속도로 왕복 2차선으로 개통과 함께 통행 개시[2]
- 2007년 6월 20일 : 구마고속도로 옥포 ~ 성서 구간 확장 및 성천로 개설 공사로 나들목 폐쇄[3]

## 구조물 정보
- 위치: 대구광역시 달성군 화원읍 성산리, 천내리

## 접속하는 도로
- 사문진로